# Higashi-Umeda (metropolitana di Osaka)
Higashi-Umeda (東梅田駅?, Higashi-Umeda-eki) (T19) è una stazione della linea Tanimachi, che fa parte della metropolitana di Osaka. È situata nella zona di Umeda nel quartiere Kita-ku della Città di Osaka, in Giappone.
L'interscambio con le linee Midosuji e Yotsubashi della metropolitana non è possibile all'interno della stazione. Si deve uscire dai tornelli, conservando il biglietto, ed arrivare entro 30 minuti alle vicine stazioni di Umeda per la Midosuji, e di Nishi-Umeda per la Yotsubashi, a cui la stazione Higashi-Umeda è collegata da un'estesa rete di gallerie sotterranee. Altre stazioni raggiungibili attraverso tali gallerie sono quelle di Umeda delle ferrovie Hankyū e Hanshin e quelle delle ferrovie del Gruppo JR nella stazione di Ōsaka e in quella di Kitashinchi.

## Interscambi

### Metropolitana di Osaka
Per tutte le linee della metropolitana di Osaka vige un sistema tariffario integrato:
- Stazione di Nishi-Umeda
  -  Linea Yotsubashi
- Stazione di Umeda
  -  Linea Midōsuji

### Altre ferrovie
Per le altre ferrovie non esiste sistema tariffario integrato con le linee della metropolitana e si devono acquistare i biglietti separatamente:
- Stazione di Umeda
  - Ferrovie Hanshin
    - Linea principale Hanshin

  - ■Ferrovie Hankyū:
    - Linea Kōbe
    - Linea Takarazuka
    - Linea Kyōto
- Stazione di Ōsaka
  - West Japan Railway Company:
    - Linea principale Tōkaidō (linee JR Kyōto, JR Kōbe e JR Takarazuka)
    - Linea Circolare di Ōsaka
- Stazione di Kitashinchi
  - West Japan Railway Company:
    - Linea JR Tōzai

## Struttura
La stazione è dotata di due banchine laterali con due binari sotterranei ed incarrozzamento a raso.
| 1 | ■ Linea Tanimachi |  | Per Minami-Morimachi, Tennōji e Yaominami            |
| 2 | ■ Linea Tanimachi |  | Per Tenjimbashisuji Rokuchōme, Miyakojima e Dainichi |

## Stazioni adiacenti
| «               | Servizio        | »                |
| Linea Tanimachi | Linea Tanimachi | Linea Tanimachi  |
| --------------- | --------------- | ---------------- |
| Nakazakichō     | Locale          | Minami-Morimachi |